# Gelber Kongosalmler
Der Gelbe Kongosalmler (Alestopetersius caudalis, lateinisch cauda „Schwanz“, hinweisend auf die auffällige Schwanzflosse, Syn.: Phenacogrammus caudalis, Hemigrammopetersius caudalis) ist ein Süßwasserfisch aus Zentralafrika. Er ist seit seiner Ersteinführung in Europa 1954 als Zierfisch bekannt, wird aber relativ selten gehalten.

## Verbreitung
Der Gelbe Kongosalmer lebt im Unterlauf des Kongo und dessen Nebenflüssen.

## Beschreibung
Mit einer Gesamtlänge von etwa sieben Zentimetern werden männliche Gelbe Kongosalmler etwas größer als ihre weiblichen Artgenossen. Der Körper ist gestreckt und seitlich stark abgeflacht. Mit zunehmendem Alter werden aber vor allem die Männchen relativ hochrückig. Die Art zeigt einen ausgeprägten Geschlechtsdimorphismus. Die Rücken- und Schwanzflosse der Männchen sind deutlich verlängert und enden in weißen Spitzen. In der schwarz gefärbten Mitte der Schwanzflosse ragen die Flossenstrahlen etwas über den Flossensaum heraus, darüber und darunter zeigt sich eine gelbe Färbung. Die Afterflosse ist in der Mitte lappenartig ausgezogen und weiß gesäumt. Weibliche Tiere tragen keine solchen auffälligen Merkmale und haben farblose Flossen. Der gelblich durchscheinende Körper zeigt blaugrünen bis violetten Glanz und gelegentlich einen braunen Längsstreifen, der an der Schwanzwurzel in den schwarzen Streifen der Schwanzflosse übergeht. Die Färbung der Weibchen ist schlichter. Salmlertypisch trägt auch der Gelbe Kongosalmler eine Fettflosse.
Anzahl der Flossenstrahlen:
- Dorsale 2/8
- Anale 3–4/19–20

## Lebensweise
Der friedfertige Schwarmfisch ernährt sich omnivor. Er betreibt keine Brutpflege und laicht nach heftigem Treiben über Pflanzenbewuchs. Je Paarung werden dabei drei bis zehn Eier ausgestoßen. Die Larven schlüpfen bei 25 Grad Celsius Wassertemperatur etwa eine Woche später.